# Магнушев
Магнушев (пол. Magnuszew) — місто в Польщі, у гміні Маґнушев Козеницького повіту Мазовецького воєводства. Населення — 1015 осіб (2011). З 1 січня 2024 року має статус міста.
У 1975-1998 роках село належало до Радомського воєводства.

## Демографія
Демографічна структура станом на 31 березня 2011 року:
|          | Загалом | Допрацездатний вік | Працездатний вік | Постпрацездатний вік |
| -------- | ------- | ------------------ | ---------------- | -------------------- |
| Чоловіки | 497     | 110                | 351              | 36                   |
| Жінки    | 518     | 106                | 304              | 108                  |
| Разом    | 1015    | 216                | 655              | 144                  |